# 997型レーダー
997型レーダー（英語: Type 997 radar）は、BAEシステムズが開発した3次元レーダー。BAEシステムズでは、ARTISAN 3D（英語: Advanded Radar Target Indication Situational Awareness and Navigation）の商品名で呼ばれている。
997型レーダーは、「900以上の標的を追尾可能な他、マッハ3で移動するゴルフボール大の標的も識別可能」とBAEシステムズは主張している。
996型の後継としてイギリス海軍に採用され、996型レーダーを搭載する艦艇は、随時997型への換装が進められている。

## 搭載艦艇
イギリス海軍
- 23型フリゲート（996型Mod.1より換装）
- ヘリコプター揚陸艦「オーシャン」（996型より換装）
- アルビオン級揚陸艦（996型より換装）
- クイーン・エリザベス級航空母艦
- 26型フリゲート

 ブラジル海軍
- ヘリコプター揚陸艦「アトランティコ」（旧HMSオーシャン）

## 出展
1. ↑  BAEsystems.com Newsroom, Tuesdaay 5 march 2013